# 鞍馬伝志流
鞍馬伝志流（くらまでんしりゅう）とは、武術の流派である。

## 歴史
鞍馬伝志流とは、牛若丸が京都北山の鞍馬僧正が谷で、天狗から授かった武術であるとされる。
楊心流と何らかの関係があると思われる。
流祖は、吉田彦左衛門尉義昌である。

## 関連流派
- 楊心流
- 北山楊心流